# 西川大貴
西川 大貴（にしかわ たいき、1990年8月30日 - ）は日本の俳優、クリエイター。

## 人物
- 立教池袋中学校・高等学校卒業[1]、立教大学現代心理学部進学、卒業。中高時代は演劇部に所属していた[2]。
- 6歳でタップダンスを始め[3]、ミュージカル『アニー』（2001年）でデビュー。
- 小椋佳主宰「アルゴミュージカル」に、2002年から3年連続で出演した。
- 2013年、ジャズピアニスト桑原あいと音楽ユニットかららんを結成。作詞、歌唱を務め、2枚のアルバムをリリース。
- 水谷豊の監督デビュー作『TAP THE LAST SHOW』（2017年）で映画出演を果たし、メインキャストとして吃音症を抱えるダンサーJUN（田所順）役を演じる。
- 2020年、自身がホストを務めるYouTube《クロネコチャンネル》[4] を開設し、2023年には合同会社 黒猫を立ち上げた。

- 好きな食べ物は、醤油ラーメンとタピオカと白玉。

## 舞台

### 主要な出演作品
- ミュージカル『アニー』（2001年） - タップキッズ 役
- アルゴミュージカル『誰もがリーダー 誰もがスター』（2002年）、『山に抱かれて 新・子猿物語』（2003年）、「ユー・ガット・ア・フレンド」（2004年）
- ミュージカル『ボーイ・フロム・オズ』（2005年・2006年・2008年） - ヤングピーター（坂本昌行演じる役の若い頃） 役
- 東宝ミュージカル『レ・ミゼラブル』 - クールフェラック 役（2011年） / モンパルナス 役、バベ 役（2013年・2015年、帝国劇場 ほか）
- 東宝ミュージカル『ミス・サイゴン』（2012年・2014年）トゥイ役（2020年・2022年、帝国劇場 ほか）
- ミュージカル『氷刀火伝-カムイレラーⅡ-』（2015年） - 氷刀火（ヒトカ） 役
- 『BEFORE AFTER』（2017年・2019年） - ベン 役（2019年は出演、構成、演出）
- 『a song cycle sign -サイン-』（2017年・2019年・2023年）- 出演、ドラマターグ
- ミュージカル『マタ・ハリ』（2018年、梅田芸術劇場 / 東京国際フォーラムホールC） - ピエール 役
- ミュージカル『ゴースト』（2018年・2021年、シアタークリエ ほか）- 地下鉄のゴースト 役
- 音楽劇『道』（2018年、原作「道（La Strada）」、日生劇場）
- ミュージカル『ソーホー・シンダーズ』（2019年・2021年、よみうり大手町ホールほか）- サーシャ 役
- 『BACKBEAT』（2019年・2023年、東京芸術劇場ほか）- クラウス・フォアマン、リンゴ・スター 役
- ミュージカル『いつか〜one fine day』（2021年、CBGKシブゲキ!!）- 田亀トモヒコ 役
- 『検察側の証人』（2021年、世田谷パブリックシアター ほか）- クレッグ/看守 役
- ミュージカル『ヴィンチェンツォ』（2023年）- アン・ギソク 役
- こまつ座『連鎖街のひとびと』（2023年）- 石谷 一彦 役
- ミュージカル『ビリー・エリオット〜リトル・ダンサー〜』（2024年） - トニー 役[5]
- リーディング音楽劇「ジャングル大帝」（2024年）[6][7]

ほか多数

### 脚本・演出作品
- 『ROBO』（2006年、2007年、2010年）脚本、演出
- 『PE!PE!PE!PENGUINS!!』（2008年、2009年、2011年、2014年）脚本、演出
- 『IT’S SHOW TIME!』（2010年） - 脚本、演出、振付、出演
- 『ボク i am』（2012年、2013年、2017年） - 脚本、演出
- ミュージカル『emptyrecord -からっぽ-』（2014年） - 脚本、出演
- Artist Company 響人第10回公演『金魚鉢』（2014年） - 脚本、出演
- Artist Company 響人 Song cycle「ku/ri/ka/e/su」TRIBUTE to キリンジ（2015年）- 企画、構成、出演
- ソングサイクル・ミュージカル『a Shape』（2015年、2016年） - 藤倉梓との共同脚本、作詞、演出、出演
- ミュージカル『Second of Life』（2017年 再演・トライアウト版） - 脚色、演出
- ミュージカル『（愛おしき）ボクの時代』（2019年） - 脚本、演出
- ソングサイクル・ミュージカル『雨が止まない世界なら』ワークショップ公演（2021年） - 作詞、構成
- ソングサイクル・ミュージカル『雨が止まない世界なら』（2023年、2024年）- 脚本、演出、出演[8]
- ヨルシカ LIVE TOUR『月と猫のダンス』（2023年、2024年）- 演出、出演
- アルゴミュージカル トリビュート『あんず〜心の扉をあけて〜』（2025年公演予定） - 演出・出演[9]           　　　 ほか多数

## 主要なライブ
- かららん（西川大貴・桑原あい）LIVE多数（2013年〜2018年）
- 山崎育三郎 LIVE TOUR 「MIRROR BALL」、「THIS IS IKU」（2020年）
- 西川大貴ワンマンライブ「303030」（2020年、南青山MANDALA）
- クロネコジャンボリー2020（2020年、羽田空港 TIAT SKY HALL）- 企画、構成、出演
- The Musical Day ～Heart to Heart～（2020年・2022年・2023年、BLUE NOTE TOKYO ほか）
- 西川大貴ソロライブ「211230」[10]（2021年、eplus LIVING ROOM CAFE&DINING）
- 西川大貴ホールコンサート「旅路」（2022年、銀座 ヤマハホール）
- 西川大貴LIVE「Continue」（2023年、COTTON CLUB）

ほか多数

## その他

### YouTube
- YouTubeチャンネル《クロネコチャンネル》[4]

### 映画
- 『TAP THE LAST SHOW』（2017年） - JUN（田所順） 役

### TV
- NHK「みんなのうた」（2009年、楽曲『忘れないで』）
- テレビ東京系列「THEカラオケ★バトル」歌の異種格闘技戦 ルーキーズカップ（2018年）

### ラジオドラマ
- NHK-FM放送 特集オーディオドラマ「サウンドミュージカル 雪色オルゴール」(2019年)
- NHK-FM放送 オーディオドラマ「ベルリン１９８９」(2019年)

### CM
- クーパービジョン コンタクト「マイデイ」 -声出演（2018年）

### CD
- 小椋佳／西川大貴『夢の世と』（アニメーション映画「良寛さん」主題歌、2003年）
- かららん 1stアルバム『若くて青い』（2014年）
- PACIFIC OASIS Kamasami Kong DJ Show（2015年、かららん「とびきり愉快なスイングを」収録）
- かららん 2ndアルバム『ポップ・ソングス』（2017年）
- 咲妃みゆ セカンドアルバム『MuuSee』（2020年）- 楽曲提供「Dress up doll」作詞
- ソングサイクル・ミュージカル『雨が止まない世界なら』コンセプトアルバム（2022年）- 企画、作詞、構成、歌唱